# Piramide della Luna
La piramide della Luna è la seconda più grande piramide di Teotihuacan, dopo la piramide del Sole. Si trova nella parte occidentale di Teotihuacan, e imita il profilo della montagna di Cerro Gordo, poco a nord del sito. Alcuni la chiamano Tenan, che in lingua nahuatl significa "pietra madre o protettiva". La piramide della Luna copre una struttura più antica della piramide del Sole, che esisteva già prima del 200 d.C. 
La costruzione della piramide tra il 200 ed il 450 d.C. completò la simmetria bilaterale del complesso del tempio. Una pendenza davanti alla scalinata consente l'accesso alla Via dei Morti, e una piattaforma posta sopra la piramide era utilizzata per le cerimonie in onore della Grande dea di Teotihuacan, la dea dell'acqua, della fertilità, della terra ed anche della stessa creazione. Questa piattaforma e la scultura rinvenuta ai piedi della piramide sono quindi dedicati alla dea.
Di fronte all'altare della Grande dea si trova la Plaza della Luna. La Plaza contiene un altare centrale ed una costruzione con divisioni interne, composta da quattro corpi rettangolari e diagonali che formavano quella che oggi è nota come "croce di Teotihuacan".

Paragone tra varie piramidi

## Storia
Tra il 150 a.C. ed il 500 d.C., una cultura mesoamericana costruì una fiorente metropoli chiamata Teotihuacan, su un altopiano di circa 22 km2. L'etnia degli abitanti di Teotihuacan è in discussione. Nella fase iniziale di Teotihuacan, quando era chiamata Tzacualli (0–150), furono sviluppati moderni sistemi ingegneristici per la costruzione delle monumentali fondamenta delle piramidi del Sole e della Luna. La metropoli di Teotihuacan aveva un'urbanizzazione pianificata su un asse principale, ed un grande palazzo circondato da 15 piramidi monumentali. Gli Aztechi dissero di aver posto sulla sua sommità un'enorme pietra raffigurante la luna. Questo oggetto pesava 22 tonnellate, e fu in qualche modo sollevato fin sopra la piramide, a rappresentare la Grande dea come divinità dell'acqua. Gli studiosi hanno ipotizzato che l'acqua che scorreva dalle sue mani rappresentasse la fertilità ed il dono della vita.
Recentemente, gli archeologi hanno scavato le fondamenta della piramide della Luna, alla ricerca della chiave per conoscere la storia di questa misteriosa cultura. I tunnel scavati nella struttura hanno permesso di scoprire che la piramide subì ben sei ricostruzioni, ognuna delle quali ricoprì la precedente struttura.
Mentre gli archeologi esploravano i livelli inferiori della piramide, scoprirono manufatti che permettevano di tracciare la cronologia della città. L'ultimo ritrovamento, fatto da una squadra guidata da Saburo Sugiyama, professore associato della Università prefetturale di Aichi in Giappone e della Università statale dell'Arizona, e da Ruben Cabrera dell'Istituto Nazionale Messicano di Antropologia e Storia, è una tomba apparentemente costruita in occasione della quinta fase di costruzione. Contiene quattro scheletri umani, ossa animali, gioielleria, lame di ossidiana e numerosi altri oggetti votivi. Gli archeologi hanno stimato che fu costruita tra il 100 ed il 200 d.C.
Un'altra tomba, dedicata alla Grande dea, fu scoperta nel 2007. Risale al quarto stadio di costruzione. Contiene una sola vittima sacrificale, un uomo, assieme ad un lupo, un giaguaro, un puma, un serpente, scheletri di uccelli ed oltre 400 altre reliquie tra cui una pietra preziosa e figure di ossidiana, coltelli cerimoniali e punte di lancia.